# General Tapioca
El general Tapioca es un personaje ficticio creado por Hergé en su serie de historietas Las aventuras de Tintín. Se trata de un militar y político de la ficticia República de San Theodoros.
Cuando Tintín llega a este país, a principios de La oreja rota, Tapioca es su máximo gobernante. Tintín es entonces acusado de terrorismo y condenado a muerte, pero el oportuno triunfo de la revolución del general Alcázar le salva la vida. Alcázar y Tintín mantendrán desde entonces una conflictiva amistad.
En Las siete bolas de cristal se relata, por medio de Alcázar, que Tapioca ha vuelto a tomar el poder. Al final de Stock de coque, entre un montón de recortes de diario, se puede leer que esta vez Tapioca ha sido derrocado por el mismo Alcázar. La trama de Tintín y los Pícaros gira en torno a que Tapioca ha vuelto a recuperar el poder gracias al apoyo de Borduria y de su régimen bigotista.
Los continuos golpes de Estado dados en San Theodoros, tanto por Tapioca como por Alcázar, son una parodia de la inestabilidad política característica en Latinoamérica durante el siglo XX. La alianza entre Tapioca y el bigotismo bordurio denuncia las estrategias de regímenes extranjeros para expandir su influencia en Latinoamérica, como el comunismo en Cuba, los contras en Nicaragua, etc.[cita requerida]
- Datos: Q2204197